# ماتیاس لو تورنیه
ماتیاس لو تورنیه (فرانسوی: Mathias Le Turnier‎؛ زادهٔ ۱۴ مارس ۱۹۹۵ ‏(۲۹ سال)) دوچرخه‌سوار اهل فرانسه است.
از باشگاه‌هایی که در آن رکاب زده‌است می‌توان به تیم دوچرخه‌سواری کوفیدیس اشاره کرد.